# コパ・アメリカ1999
コパ・アメリカ1999（スペイン語: Copa América 1999）は、1999年にパラグアイで開催された南米サッカー連盟(CONMEBOL)主催で行われた第39回目の大陸選手権である。開催期間は6月29日から7月18日。

## 概要
南米サッカー加盟の10か国とゲスト2か国の計12か国が参加した。ゲスト2カ国はメキシコと日本であった。
この大会で、初めて北中米カリブ海サッカー連盟(CONCACAF)以外からゲスト国が選定され、アジアサッカー連盟(AFC)から日本が招待された事は特筆されるべき事である。なお日本のコパ・アメリカ招待についてフランスのスポーツ紙レキップが日本サッカー協会から南米サッカー連盟への資金提供があったと報道したが、日本協会はこれを否定している。

## 1次リーグ
各国は4か国ごとに3つのグループに分けられた。 グループ分けは南米サッカー連盟により、公開抽選で行われた。
各グループごとに1回戦総当り方式で試合が行われた。勝利チームには勝ち点3、引分チームには勝ち点1、敗戦チームには勝ち点は与えられない。
各組の1位、2位のチーム及び3位のチームのうち成績の良い2チームが準々決勝に進んだ。
- 順位の決定について
  - リーグ戦終了時に複数のチームが同勝ち点だった場合には、以下の条件を順に比較し順位を決定した。

  1. 得失点差
  2. 得失点差で並んだ場合には、総得点
  3. 総得点も同じ場合には、当該クラブ間の直接対決での勝者
  4. 直接対決も引き分けだった場合には、抽選

### グループA
| チーム     | 勝ち点 | 試合数 | 勝 | 分 | 敗 | 得点 | 失点 | 差 |
| ---------- | ------ | ------ | -- | -- | -- | ---- | ---- | -- |
| パラグアイ | 7      | 3      | 2  | 1  | 0  | 5    | 0    | 5  |
| ペルー     | 6      | 3      | 2  | 0  | 1  | 4    | 3    | 1  |
| ボリビア   | 2      | 3      | 0  | 2  | 1  | 1    | 2    | -1 |
| 日本       | 1      | 3      | 0  | 1  | 2  | 3    | 8    | -5 |

| 1999年6月29日 |

| パラグアイ | 0 – 0 | ボリビア |
|            |       |          |

| エスタディオ・ディフェンソーレス・デル・チャコ、アスンシオン 主審: バイロン・モレノ |

| 1999年6月29日 |

| ペルー                          | 3 – 2 | 日本                       |
| ソト 70分 · オルセン 74分, 81分 |       | 呂比須 6分 · 三浦淳宏 77分 |

| エスタディオ・ディフェンソーレス・デル・チャコ、アスンシオン 主審: マリオ・サンチェス |

| 1999年7月2日 |

| パラグアイ                                      | 4 – 0 | 日本 |
| ベニテス 18分, 62分 · サンタ・クルス 40分, 86分 |       |      |

| エスタディオ・ディフェンソーレス・デル・チャコ、アスンシオン 主審: ベニート・アルチュンディア |

| 1999年7月2日 |

| ペルー      | 1 – 0 | ボリビア |
| スニガ 87分 |       |          |

| エスタディオ・ディフェンソーレス・デル・チャコ、アスンシオン 主審: ルイス・ソロルサノ |

| 1999年7月5日 |

| ボリビア           | 1 – 1 | 日本               |
| E. サンチェス 18分 |       | 呂比須 75分 (pen.) |

| エスタディオ・ディフェンソーレス・デル・チャコ、アスンシオン 主審: ベニート・アルチュンディア |

| 1999年7月5日 |

| パラグアイ          | 1 – 0 | ペルー |
| サンタ・クルス 88分 |       |        |

| エスタディオ・ディフェンソーレス・デル・チャコ、アスンシオン 主審: バイロン・モレノ |

### グループB
| チーム     | 勝ち点 | 試合数 | 勝 | 分 | 敗 | 得点 | 失点 | 差  |
| ---------- | ------ | ------ | -- | -- | -- | ---- | ---- | --- |
| ブラジル   | 9      | 3      | 3  | 0  | 0  | 10   | 1    | 9   |
| メキシコ   | 6      | 3      | 2  | 0  | 1  | 5    | 3    | 2   |
| チリ       | 3      | 3      | 1  | 0  | 2  | 3    | 2    | 1   |
| ベネズエラ | 0      | 3      | 0  | 0  | 3  | 1    | 13   | -12 |

| 1999年6月30日 |

| ブラジル                                                                                            | 7 – 0 | ベネズエラ |
| ロナウド 28分, 62分 · エメルソン 40分 · アモローゾ 54分, 81分 · ロナウジーニョ 40分 · リバウド 82分 |       |            |

| エスタディオ・アントニオ・オッドーネ・サルビ、シウダー・デル・エステ 主審: ボニファシオ・ヌニェス |

| 1999年6月30日 |

| チリ | 0 – 1 | メキシコ          |
|      |       | エルナンデス 59分 |

| エスタディオ・アントニオ・オッドーネ・サルビ、シウダー・デル・エステ 主審: オラシオ・エリソンド |

| 1999年7月3日 |

| ブラジル                          | 2 – 1 | メキシコ      |
| アモローゾ 59分 · アレックス 74分 |       | テラサス 45分 |

| エスタディオ・アントニオ・オッドーネ・サルビ、シウダー・デル・エステ 主審: グスタボ・メンデス |

| 1999年7月3日 |

| チリ                                                         | 3 – 0 | ベネズエラ |
| サモラーノ 59分 · エスタイ 74分 · （トルトレロ） 66分 (o.g.) |       |            |

| エスタディオ・アントニオ・オッドーネ・サルビ、シウダー・デル・エステ 主審: ファン・ルナ |

| 1999年7月6日 |

| ブラジル             | 1 – 0 | チリ |
| ロナウド 36分 (pen.) |       |      |

| エスタディオ・アントニオ・オッドーネ・サルビ、シウダー・デル・エステ 主審: オラシオ・エリソンド |

| 1999年7月6日 |

| メキシコ                            | 3 – 1 | ベネズエラ      |
| ブランコ 21分, 29分 · オソルノ 29分 |       | ウルダネタ 72分 |

| エスタディオ・アントニオ・オッドーネ・サルビ、シウダー・デル・エステ 主審: ボニファシオ・ヌニェス |

### グループC
| チーム       | 勝ち点 | 試合数 | 勝 | 分 | 敗 | 得点 | 失点 | 差 |
| ------------ | ------ | ------ | -- | -- | -- | ---- | ---- | -- |
| コロンビア   | 9      | 3      | 3  | 0  | 0  | 6    | 1    | 5  |
| アルゼンチン | 6      | 3      | 2  | 0  | 1  | 5    | 4    | 1  |
| ウルグアイ   | 3      | 3      | 1  | 0  | 2  | 2    | 4    | -2 |
| エクアドル   | 0      | 3      | 0  | 0  | 3  | 3    | 7    | -4 |

| 1999年7月1日 |

| アルゼンチン                        | 3 – 1 | エクアドル      |
| シメオネ 12分 · パレルモ 55分, 61分 |       | カビエデス 77分 |

| エスタディオ・フェリシアーノ・カセレス、ルケ 主審: ヒルベルト・イダルゴ |

| 1999年7月1日 |

| ウルグアイ | 0 – 1 | コロンビア      |
|            |       | ボニーリャ 20分 |

| エスタディオ・ヘネラル・パブロ・ロハス、アスンシオン 主審: ウィウソン・デ・ソウザ |

| 1999年7月4日 |

| アルゼンチン | 0 – 3 | コロンビア                                             |
|              |       | コルドバ 10分 (pen.) · コンゴ 79分 · モンターニョ 87分 |

| エスタディオ・フェリシアーノ・カセレス、ルケ 主審: ウバルド・アキノ |

| 1999年7月4日 |

| ウルグアイ            | 2 – 1 | エクアドル      |
| サラジェタ 72分, 74分 |       | カビエデス 78分 |

| エスタディオ・フェリシアーノ・カセレス、ルケ 主審: マリオ・サンチェス |

| 1999年7月7日 |

| ウルグアイ | 0 – 2 | アルゼンチン                         |
|            |       | キリ・ゴンサレス 1分 · パレルモ 56分 |

| エスタディオ・フェリシアーノ・カセレス、ルケ 主審: 岡田正義 |

| 1999年7月7日 |

| コロンビア                      | 2 – 1 | エクアドル        |
| モランテス 37分 · リカルド 39分 |       | グラシアーニ 50分 |

| エスタディオ・フェリシアーノ・カセレス、ルケ 主審: ヒルベルト・イダルゴ |

## 1次リーグ各組3位チームの成績
1次リーグ終了時に3位だったチームは下記の通りである。このうち、勝ち点で上位につけたチリとウルグアイが準々決勝に進出した。 
| 組 | チーム     | 勝点 | 試合数 | 勝 | 引分 | 敗 | 得点 | 失点 | 差 |
| -- | ---------- | ---- | ------ | -- | ---- | -- | ---- | ---- | -- |
| B  | チリ       | 3    | 3      | 1  | 0    | 2  | 3    | 2    | 1  |
| C  | ウルグアイ | 3    | 3      | 1  | 0    | 2  | 2    | 4    | -2 |
| A  | ボリビア   | 2    | 3      | 0  | 2    | 1  | 1    | 2    | -1 |

## 準々決勝
| 1999年7月10日 |

| メキシコ                                       | 3 - 3 | ペルー                                       |
| エルナンデス 28分, 33分 (pen.) · トラード 87分 |       | パラシオス 6分 · ペレダ 15分 · ソラーノ 40分 |
|                                                | PK戦  |                                              |
| スアレス テラサス ガルシア セパダ              | 4 – 2 | ソラーノ ホルヘ・ソト ホセ・ソト レイノソ    |

| エスタディオ・ディフェンソーレス・デル・チャコ、アスンシオン 主審: ウィウソン・デ・ソウザ |

| 1999年7月10日 |

| ウルグアイ                                           | 1 - 1 | パラグアイ                              |
| サラジェタ 65分                                      |       | ベニテス 15分                           |
|                                                      | PK戦  |                                         |
| フレウルキン ギグー アロンソ サラジェタ マガジャネス | 5 – 3 | アクーニャ ガマーラ エンシーソ ベニテス |

| エスタディオ・ディフェンソーレス・デル・チャコ、アスンシオン 主審: オスカル・ルイス |

| 1999年7月11日 |

| チリ                                  | 3 - 2 | コロンビア                       |
| レジェス 25分, 50分 · サモラーノ 65分 |       | ボラーニョ 7分 · ボニージャ 35分 |

| エスタディオ・フェリシアーノ・カセレス、ルケ 主審: ベニート・アルチュンディア |

| 1999年7月11日 |

| ブラジル                      | 2 - 1 | アルゼンチン |
| リバウド 32分 · ロナウド 48分 |       | ソリン 10分  |

| エスタディオ・アントニオ・オッドーネ・サルビ、シウダー・デル・エステ 主審: グスタボ・メンデス |

## 準決勝
| 1999年7月13日 |

| ウルグアイ                                           | 1 – 1 | チリ                              |
| レンボ 22分                                          |       | サモラーノ 73分                   |
|                                                      | PK戦  |                                   |
| デル・カンポ ギグー アロンソ サラジェタ マガジャネス | 5 – 3 | バルガス アロス ピサーロ レジェス |

| エスタディオ・ディフェンソーレス・デル・チャコ、アスンシオン 主審: ウバルド・アキノ |

| 1999年7月14日 |

| ブラジル                        | 2 – 0 | メキシコ |
| アモローゾ 24分 · リバウド 42分 |       |          |

| エスタディオ・アントニオ・オッドーネ・サルビ、シウダー・デル・エステ 主審: バイロン・モレノ |

## 3位決定戦
| 1999年7月17日 |

| チリ            | 1 – 2 | メキシコ                      |
| パラシオス 81分 |       | パレンシア 26分 · ゼペダ 87分 |

| エスタディオ・ディフェンソーレス・デル・チャコ、アスンシオン 主審: オラシオ・エリソンド |

## 決勝
| 1999年7月18日 |

| ブラジル                            | 3 – 0 | ウルグアイ |
| リバウド 20分, 27分 · ロナウド 46分 |       |            |

| エスタディオ・ディフェンソーレス・デル・チャコ、アスンシオン 主審: オスカル・ルイス |

## 最終結果
| コパ・アメリカ1999優勝国    |
| --------------------------- |
| · ブラジル · 2大会連続6回目 |

## 得点者
5ゴール
- リバウド、ロナウド

4ゴール
- マルシオ・アモローゾ

3ゴール
- マルティン・パレルモ
- イバン・サモラーノ
- ルイス・エルナンデス
- ミゲル・ベニテス, ロケ・サンタクルス
- マルセロ・サラジェタ

2ゴール
- ペドロ・レイエス
- ビクトル・ボニージャ
- イバン・カビエデス
- 呂比須ワグナー
- クアウテモク・ブランコ
- ロベルト・オルセン

1ゴール
- キリ・ゴンサレス、ディエゴ・シメオネ、ファン・パブロ・ソリン
- エルウィン・サンチェス
- アレックス、エメルソン、ロナウジーニョ
- ホセ・ルイス・シエラ、ラウル・パラシオス
- ホルヘ・ボラーニョ、エドウィン・コンゴ、イバン・コルドバ、ジョニエル・モンターニョ、ネイデル・モランテス、ハミルトン・リカルド
- アリエル・グラシアニ
- 三浦淳宏
- ダニエル・オソルノ、フランシスコ・パレンシア、イサク・テラサス ヘラルド・トラド、ミゲル・アンヘル・セペダ
- ロベルト・パラシオス、ホセ・ペレーダ、ノルベルト・ソラーノ、ホルヘ・ソト、イスラエル・スニィガ
- アレハンドロ・レンボ
- ガブリエル・ウルダネタ

## 統計
| チーム       | 勝点 | 試合数 | 勝利 | 引分 | 敗戦 | 得点 | 失点 | 得失点差 | 勝率   |
| ------------ | ---- | ------ | ---- | ---- | ---- | ---- | ---- | -------- | ------ |
| ブラジル     | 18   | 6      | 6    | 0    | 0    | 17   | 2    | +15      | 100.0% |
| メキシコ     | 10   | 6      | 3    | 1    | 2    | 10   | 9    | +1       | 55.6%  |
| コロンビア   | 9    | 4      | 3    | 0    | 1    | 8    | 3    | +4       | 75.0%  |
| パラグアイ   | 8    | 4      | 2    | 2    | 0    | 6    | 1    | +5       | 66.7%  |
| チリ         | 7    | 6      | 2    | 1    | 3    | 8    | 7    | +1       | 38.9%  |
| ペルー       | 7    | 4      | 2    | 1    | 1    | 7    | 6    | +1       | 58.3%  |
| アルゼンチン | 6    | 4      | 2    | 0    | 2    | 6    | 6    | 0        | 50.0%  |
| ウルグアイ   | 5    | 6      | 1    | 2    | 3    | 4    | 9    | -5       | 27.8%  |
| ボリビア     | 2    | 3      | 0    | 2    | 1    | 1    | 2    | -1       | 22.2%  |
| 日本         | 1    | 3      | 0    | 1    | 2    | 3    | 8    | -5       | 11.1%  |
| エクアドル   | 0    | 3      | 0    | 0    | 3    | 3    | 7    | -4       | 0.0%   |
| ベネズエラ   | 0    | 3      | 0    | 0    | 3    | 1    | 13   | -12      | 0.0%   |